# Нежинский государственный университет имени Николая Гоголя
Нежинский государственный университет имени Николая Гоголя (укр. Ніжинський державний університет імені Миколи Гоголя) — высшее учебное заведение города Нежин Черниговской области, Украина. Широко известен тем, что в нём с 1821 по 1828 год учился Н. В. Гоголь.

## История

### 1805—1917
В начале XIX века помещик, граф Илья Андреевич Безбородко, выполняя волю умершего брата, князя Александра Андреевича, начал строить Нежинскую гимназию высших наук.
Местом для постройки была выбрана усадьба Безбородко в Нежине на правом берегу Остра.
25 июля 1805 года Сенат принял постановление об учреждении и строительство в Нежине Гимназии высших наук князя Безбородко. В 1805—1817 годах академик архитектуры А. И. Руска построил главный учебный корпус.
В 1820 году состоялось открытие Гимназии высших наук.
7 (10) октября 1832 года гимназия была преобразована в физико-математический лицей, 3 года обучения.
24 апреля (6 мая) 1840 года учебное заведение было преобразовано в юридический лицей.
В 1875 году лицей был преобразован в историко-филологический институт князя Безбородко (численность студентов в 1875 году составляла 100 человек).
В 1909 году на территории института был открыт литературно-мемориальный музей имени Н. В. Гоголя и установлен бюст Н. В. Гоголя.
Всего в 1879—1916 годах институт подготовил около 500 учителей.

### Советский период (1918—1991)
В 1920 году учебное заведение возобновило работу как Институт народного образования.
В 1934 — Педагогический институт.
В 1939 году институту было присвоено новое наименование — Нежинский государственный педагогический институт имени Н. В. Гоголя.
В 1970 году институт был награждён орденом Трудового Красного Знамени.
В период с 1920 до 1974 года институт подготовил свыше 25 тысяч учителей.
В 1973/74 учебном году в составе института действовали 5 факультетов (физико-математический, филологический, естественнонаучный, английского языка и музыкально-педагогический), заочное и подготовительное отделения, 18 кафедр, отраслевая лаборатория и библиотека на 500 тысяч томов; здесь работало около 200 преподавателей и обучалось свыше 4000 студентов.
В 1985 году при институте был создан музей редкой книги имени Г. П. Василевского.

### После 1991
В марте 1995 года Верховная Рада Украины внесла Нежинский педагогический институт в перечень предприятий, учреждений и организаций, приватизация которых запрещена в связи с их общегосударственным значением.
4 сентября 1998 года педагогический институт был преобразован в Нежинский государственный педагогический университет имени Николая Гоголя.
15 октября 2004 года педагогический университет был преобразован в Нежинский государственный университет имени Николая Гоголя.

## Старый корпус

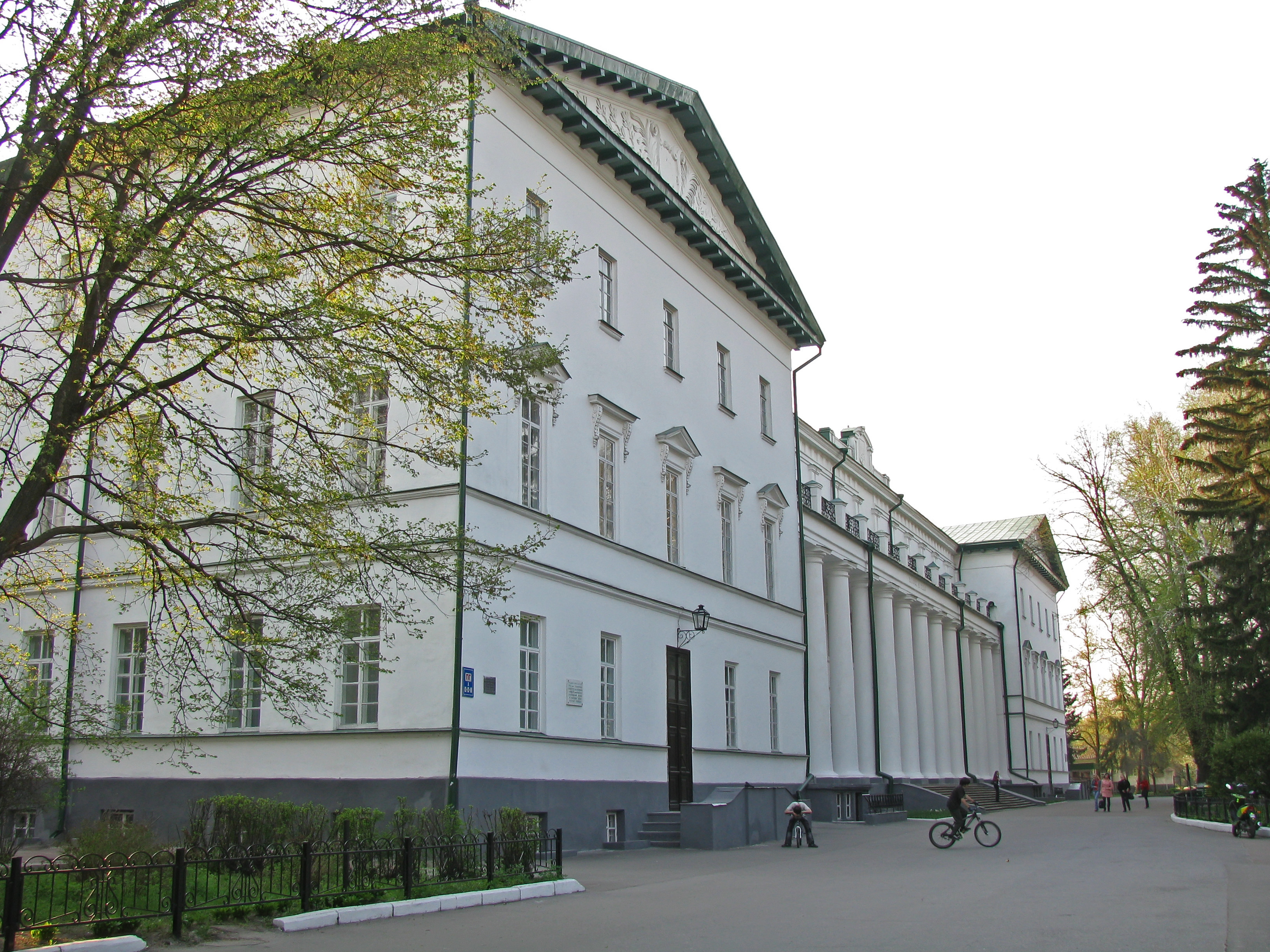
Старый корпус Нежинского университета

Это монументальное трёхэтажное сооружение с фасадом из 12-ти стройных белых колонн. Корпус поставлен «покоем», то есть буквой «П» в плане, главным фасадом на восток. Два трёхэтажных крыла соединяются двухэтажным центральным объёмом с колоннадой. Сверху колоннады размещается сплошной балкон. Фланкирующие торцы выступают незаметно, а потому здание воспринимается как единый массив. Ризалиты увенчаны треугольными фронтонами с тонкой лепкой растительного орнамента в тимпане. Высокие окна на десять стекол придают сооружению холодный и казённый вид, который усугубляется отсутствием любых архитектурных украшений на удлинённых боковых фасадах. Как по своей общей композиции, так и по характеру деталей это образец классической архитектуры.

В 1970-х годах над колоннадой надстроили аттиковый этаж, соединивший оба трёхэтажных крыла.

## Факультеты
- филологический
- историко-юридический
- иностранных языков
- культуры и искусств
- факультет психологии и социальной работы[6]
- естественно-географический
- физико-математический

## Персоналии

Памятная доска Н. С. Державину

В Нежинском институте в разное время учились:
- филолог Е. Ф. Карский (вып. 1885)
- историк В. И. Савва
- литературовед В. И. Резанов
- историк Н. С. Державин (вып. 1900)
- языковед Йоханнес Аавик (вып. 1905)
- педагог М. Ф. Даденков (вып. 1910)
- военный П. Ф. Шандрук
- историк Н. Н. Петровский
- историк К. Ф. Штеппа
- историк А. Ершов (вып. 1922)
- педагог Т. Ф. Бугайко (1935)
- литературовед Н. З. Шамота (1935)
- актриса Элина Быстрицкая (училась в 1947)
- писатель Евгений Гуцало
- писатель Оксана Шарапановская
- филолог Александр Александрович Карпеко